# حسن بن عبد الله القرشي
حسن بن عبد الله القرشي هو شاعر وسفير سابق سعودي عاصر العديد من التجارب الشعرية في الوطن العربي وأسهم كثيراً في إثراء ساحة الأدب والمعرفة من خلال البوح الشعري والرؤية الشعرية المتميزة. عرف عن الشاعر القرشي غزارة إنتاجه على مدى خمسة عقود.
ولد القرشي في مكة المكرمة عام 1344 هـ / 1934، وتلقى علومه الأولية بالكتاتيب فحفظ القرآن الكريم، ثم درس في مدرسة الفلاح، والمعهد العلمي السعودي في مكة المكرمة، ثم حصل على شهادة ليسانس الآداب، قسم التاريخ، مع مرتبة الشرف من كلية الآداب بجامعة الرياض.

## حياته العملية
- عمل في بداية حياته الوظيفية محرراً بديوان الأوراق في وزارة المالية، ثم كاتباً في المكتب الخاص في الوزارة.
- عند تأسيس الإذاعة السعودية عام 1368 هـ، عمل رئيساً للمذيعين كما انتدب لمدة عام للدراسة الفنية الإذاعية في مصر.
- عاد بعد ذلك للعمل في وزارة المالية والاقتصاد الوطني، مديراً لمكتب وكيل الوزارة للشؤون الاقتصادية فمديراً عاماً مساعداً، ثم سكرتيراً مالياً، فمساعداً لمدير المكتب الخاص ثم مديراً عاماً لمكتب الوزير.
- انتقل بعد ذلك للعمل في وزارة الخارجية بمرتبة سفير، فعمل سفيراً للمملكة في موريتانيا ثم السودان.

## حياته الأدبية
يأتي في طليعة الشعراء المجددين في الجزيرة العربية، ومن أول من كتب القصيدة التفعيلية في السعودية. فقد ساعدته أسفاره وصداقاته وعلاقاته الاجتماعية على التواصل مع الحركة الأدبية والشعرية العربية وقد نشر له العديد من القصائد في معظم الصحف والدوريات الثقافية العربية.
- أصدرت له دار العودة في بيروت أعماله الشعرية الكاملة عام 1392 هـ وقد صدرت الطبعة الثانية من هذه الأعمال عام 1399 هـ.
- كتب القصة والمسرحية وشارك في العديد من المهرجانات والمؤتمرات الشعرية والأدبية داخل المملكة وخارجها.
- مثّل المملكة في مهرجان الشابي في تونس عام 1385 هـ.
- كان عضواً في وفد التواصل الأدبي الذي زار منطقة الخليج عام 1399 هـ.
- منحته جامعة أريزونا العالمية درجة الدكتوراه الفخرية عام 1403 هـ.
- كان عضواً في مجمع اللغة العربية في القاهرة، وعمان.

## من أعماله المطبوعة وإنتاجه الأدبي
يعد القرشي شاعرًا كما يعد ناثرًا، ونشر له في هذين الميدانين ستة عشر كتاباْ جلها صغير، ولذا يعد وسطاً بين محمد حسن عواد وطاهر زمخشري، يستوي في ذلك الكم والكيف.
- البسمات الملونة شعر 1366 هـ.
- مواكب الذكريات شعر 1370 هـ.
- أنات الساقية قصص ومسرحية 1376 هـ.
- الأمس الضائع شعر 1377 هـ.
- فارس بني عبس (دراسة أدبية) 1377 هـ.
- شوك وورد 1378 هـ.
- سوزان شعر 1383 هـ.
- ألحان منتحرة شعر 1384 هـ.
- نداء الدم شعر 1384 هـ.
- أنا والناس مقالات 1385 هـ.
- النغم الأزرق شعر 1386 هـ.
- بحيرة العطش شعر 1387 هـ.
- لن يضيع الغد شعر 1387 هـ.
- فلسطين وكبرياء الجرح شعر 1390 هـ.
- المجموعة الشعرية الكاملة 1392 هـ.
- حب في الظلام قصص 1393 هـ.
- زخارف فوق أطلال عصر المجون شعر 1399 هـ.
- الحب الكبير قصص.
- رحيل القوافل الضالة.
- زحام الأشواق.
- قصيدة مكة (لحنها وأداها المطرب اللبناني الشهير وديع الصافي)

له بالإضافة إلى دواوينه الكثيرة سيرة سماها: (تجربتي الشعرية)، وله أيضا مجموعتان قصصيتان هما: (أنات الساقية) و(حب في الظلام)، وله من الدراسات والمؤلفات مثل (فارس بني عبس)، و(أنا والناس).